# Tour de Seül
El Tour de Seül va ser una cursa ciclista per etapes que es disputa va anualment pels voltants de Seül, Corea del Sud. La primera edició es va disputar el 2009 i consistia en només una cursa d'un dia. L'any següent ja va tenir diferents etapes. La cursa va formar part de l'UCI Asia Tour.

## Palmarès
| Any  | Vencedor          | Segon         | Tercer             |
| ---- | ----------------- | ------------- | ------------------ |
| 2009 | Cho Ho Sung       | Dirk Müller   | Grischa Janorschke |
| 2010 | Tomasz Marczynski | Jang Gyung Gu | Simon Geschke      |